# Лугове (Сороцький район)
Лугове (рум. Lugovoe) — село в Молдові у Сороцькому районі. Входить до складу комуни, адміністративним центром якої є село Реджіна-Марія.